# Grič pri Klevevžu
Grič pri Klevevžu – wieś w Słowenii, w gminie Šmarješke Toplice. W 2018 roku liczyła 38 mieszkańców.